# Contea di Carroll (Maryland)
La contea di Carroll (in inglese Carroll County) è una contea dello Stato del Maryland, negli Stati Uniti. La popolazione al censimento del 2000 era di 150 897 abitanti. Il capoluogo di contea è Westminster.

## Geografia
Il territorio è prevalentemente collinare e boschivo, si trova nella regione del Piedmont. Il confine nord con la Pennsylvania è dato dalla linea Mason–Dixon, a sud è costituito dal fiume Patapsco, e a ovest dai fiumi Monocacy River e Sam's Creek.

### Contee confinanti
- Contea di York (Pennsylvania)- nord-est
- Contea di Baltimora - est
- Contea di Howard - sud
- Contea di Frederick - ovest
- Contea di Montgomery - sud-ovest
- Contea di Adams (Pennsylvania) - nord-ovest

## Storia
Quando i coloni arrivarono nell'area, essa era abitata dai nativi Susquehannock e Lenape. La contea fu creata nel 1837 dalle contee di Baltimora e Frederick. Deve il suo nome a Charles Carroll di Carrollton, firmatario della dichiarazione di indipendenza degli Stati Uniti d'America.

## Comuni

### Cities
- Westminster (capoluogo)
- Taneytown

### Towns
- Manchester
- Mount Airy
- New Windsor
- Union Bridge
- Hampstead
- Sykesville

### Census-designated place
- Eldersburg